# Microcharops niger
Microcharops niger är en stekelart som beskrevs av Gupta 1987. Microcharops niger ingår i släktet Microcharops och familjen brokparasitsteklar. Inga underarter finns listade i Catalogue of Life.